# Zoo (film fra 2018)
 For alternative betydninger, se Zoo (flertydig). (Se også artikler, som begynder med Zoo)
Zoo er en dansk film fra 2018 og den blev instrueret af Antonio Steve Tublén.

## Medvirkende
- Klaus Hjuler som Henry
- Danny Thykjær som Danny
- Andrea Brøndsted som Infected
- Trine Brøndsted som Infected
- Kasper Frederik Mortensen som Infected
- Dennis Villads Thomsen